# Aspalathus divaricata
Aspalathus divaricata är en ärtväxtart som beskrevs av Carl Peter Thunberg. Aspalathus divaricata ingår i släktet Aspalathus och familjen ärtväxter.

## Underarter
Arten delas in i följande underarter:
- A. d. brevicarpa
- A. d. divaricata
- A. d. gracilior
- A. d. horizontalis
- A. d. leptocoma